# Jean-Claude Pérez (OAS)
Pour les articles homonymes, voir Jean-Claude Perez et Perez.
Jean-Claude Pérez, né le 17 janvier 1928 à Bougie et mort le 8 mars 2023 à Cagnes-sur-Mer, est un écrivain et essayiste français d'origine espagnole.
Il est l'un des chefs historiques de l’Organisation armée secrète (OAS).

## Biographie
Médecin diplômé en 1954, il exerce son métier d’abord à Alger dans le quartier de Bab El-Oued, puis à Paris jusqu’en 1995.
N’appartenant à aucun parti politique, mais sensible aux événements se déroulant en Algérie, il écoute l’appel lancé par les partisans de l’Algérie française et, dès 1953, s’implique dans les actions partisanes, assume d'importantes responsabilités dans la lutte clandestine pour l'Algérie française (Oraf) et dirige l'Organisation-renseignement-opération (ORO, mouvement de liaison, d'information et de communication interne de l’OAS).
Alors qu'il est totalement étranger à l'attentat, il est incarcéré à la prison de Barberousse du 6 février au 1er avril 1957 dans le cadre de l'enquête sur l'« affaire du bazooka ».
Il est incarcéré à nouveau de façon épisodique dans diverses prisons algériennes et françaises jusqu'en 1965, et est condamné à mort par contumace le 11 décembre 1964 pour son rôle au sein du commandement national de l’OAS. Il est amnistié le 31 juillet 1968 en même temps que d'autres responsables de l'OAS.
Sa deuxième fille, Emmanuelle, a épousé Ali Boualam, un des fils du bachagha Saïd Boualam.

## Œuvres
- Jean-Claude Pérez, Le Sang d'Algérie : histoire d'une trahison permanente, Paris, Le Camelot-La Joyeuse garde, 1992 (réimpr. 2006), 320 p. (ISBN 2-87898-001-8, BNF 35555423)
- Jean-Claude Pérez, Debout dans ma mémoire : tourments et tribulations d'un réprouvé de l'Algérie française, Hélette, Jean Curutchet, 1996 (réimpr. 2006), 332 p. (BNF 37194066)
- Jean-Claude Pérez, Vérités tentaculaires sur l'OAS et la guerre d'Algérie : une stratégie, trois tactiques, t. 1, Hélette, Jean Curutchet, 1999 (réimpr. 2006), 283 p. (ISBN 291293205-X, BNF 37075529)
- Jean-Claude Pérez, L'Islamisme dans la guerre d'Algérie : logique de la nouvelle révolution mondiale, Coulommiers, Dualpha, coll. « Vérités pour l'histoire », 2004, 511 p. (ISBN 2-915461-06-6, BNF 39173495)
- Jean-Claude Pérez, Vérités tentaculaires sur l'OAS et la guerre d'Algérie : attaques et contre-attaques, t. 2, Paris, Dualpha, 2008